# Assassin's Creed Valhalla
Assassin's Creed Valhalla est un jeu vidéo d'action-aventure et de rôle, développé par Ubisoft Montréal et édité par Ubisoft, sorti en novembre 2020 sur Microsoft Windows, PlayStation 4, Xbox One, Xbox Series, Google Stadia et PlayStation 5. Il s'agit du douzième jeu principal de la franchise Assassin's Creed, après Odyssey sorti en 2018.
L'intrigue est principalement située en Angleterre en plein cœur de l'âge des vikings. Elle suit l'histoire d'Eivor Varinsdottir, une guerrière viking qui cherche à s'établir en Angleterre avec son clan venu de Norvège. Dans le même temps, elle participera à la traque des membres de l'Ordre des Anciens à l'origine de la mort de ses parents. Cet opus marque la troisième apparition de Layla Hassan, après Origins et Odyssey, qui doit sauver le monde d'une catastrophe imminente.

## Trame
Assassin's Creed Valhalla présente trois intrigues connectées à des périodes différentes. La première présente Eivor Varinsdottir, une guerrière viking qui, dans sa quête de bâtir un village et des alliances en Angleterre pour son clan, se retrouve impliquée dans le conflit entre Ceux qu’on ne voit pas, les ancêtres des Assassins, et l'Ordre des Anciens, le groupe précurseur des Templiers. La deuxième conclut les aventures de Layla Hassan qui, après avoir récupéré le bâton d'Hermès,, revit la mémoire d'Eivor afin de sauver la Terre de la destruction. La troisième nous narre les souvenirs d'Odin, un Isu dont l'objectif était d'échapper à la Grande Catastrophe. Chacune de ces intrigues sont reliées par Basim Ibn Ishaq, un Assassin qui est la réincarnation de l'Isu Loki.

### Histoire
Le jeu présente une narration non linéaire, entrelaçant les récits des différentes intrigues : les aventures d'Eivor Varinsdottir au cœur de l'âge viking, la quête de Layla Hassan pour sauver le monde en 2020 et les souvenirs d'Odin avant la Grande Catastrophe. L'histoire est ici résumée en suivant l'ordre chronologique des événements.

#### Avant la Grande Catastrophe
Peu de temps avant la Grande Catastrophe, Odin a été prévenu par les Nornir que Fenrir serait à l'origine de sa mort au début du cataclysme à venir. Après avoir repoussé une attaque des Jötnar avec les autres Æsir, Odin accepte l'aide d'un dénommé Bâtisseur pour protéger Asgard du cataclysme à venir. Méfiant au sujet de cet exilé mystérieux qui veut épouser Freyja, Odin tue le Bâtisseur après avoir découvert qu'il n'avait pas l'intention de construire une protection mais de le tuer afin d'affaiblir le peuple d'Asgard. Entretemps, Odin découvre que Fenrir est dans son royaume et ordonne à Týr de l'enfermer. Lorsque le captif se libère de ses chaînes, Odin le poursuit et s'apprête à le tuer quand Loki l'arrête, proclamant que Fenrir est son fils. Comprenant que Fenrir est le fils illégitime de Loki, Odin devient fou de rage et ordonne à Týr de l'enfermer de nouveau.
Pour trouver un moyen de survivre à la Grande Catastrophe, Odin se rend à Jötunheim afin d'acquérir le moyen de transférer sa conscience. Il rencontre Alétheia, en pleine conversation avec Junon. Après le départ de celle-ci, Odin est piégé par un outil d'Alétheia et est forcé de lui révéler qu'Asgard ne survivra pas à une nouvelle attaque. Loki refait son apparition, révélant qu'Alétheia est son amante et la mère de Fenrir. Découvrant qu'Odin a l'intention de garder leur fils captif avant de le tuer lors de la Grande Catastrophe, le couple attache Odin dans un arbre. Après quelque temps, Junon le libère et l'aide à voler un artefact appartenant à Jupiter et Minerve. Après avoir volé l'artefact et vaincu Jupiter, Odin est interpellé par Loki, qui veut libérer son fils. Lui révélant être à l'origine de la première invasion d'Asgard, Loki finit par fuir le combat qu'il avait engagé contre le Père de Tout.
Odin rejoint ensuite Junon devant un arbre et accepte de sacrifier son œil pour que la machine reconnaisse son ADN et puisse le réincarner parmi l'humanité. Il retourne ensuite à Asgard pour emprisonner Fenrir grâce à un outil d'Ivaldi mais le bras de Týr est arraché par le fils de Loki en retour. Fenrir est donc enfermé jusqu'au jour de la Grande Catastrophe. Lorsque l'apocalypse arrive sur Asgard, Odin, Týr, Thor, Freyja, Heimdall et trois autres Æsir insèrent leur ADN dans la machine qui leur permettra de se réincarner. Une fois cela fait, Odin et ses vassaux s'apprêtent à faire face à la fin de leur monde. En coulisses, Loki tue Heimdall et insère sa conscience dans la machine afin de se venger d'Odin lors de sa prochaine vie.

#### L'histoire d'Eivor
En Norvège lors de l'an 855, Eivor Varinsdottir est témoin de la mise à sac de son village par Kjotve le Cruel, un seigneur de guerre qui tue les parents de la jeune Eivor. Secourue par Sigurd, le fils du roi Styrbjorn du clan du Grand Corbeau, les deux enfants chuteront d'un cheval et Eivor se fera mordre au cou par un loup, gagnant par la suite le surnom d'« Amie des Loups ». Dix-sept ans plus tard, Eivor a été adoptée par Styrbjorn et traque Kjotve, dont elle cherche à se venger depuis des années. Après un énième échec, elle parvient à récupérer la hache de son père et est témoin d'une vision dans laquelle elle aperçoit Odin ; ce qui la conduira à consulter la völva locale, Valka, qui aperçoit Sigurd se faire arracher un bras par un loup géant. Sigurd revient d'une expédition avec Basim et Hytham, deux membres de Ceux qu'on ne voit pas venus du califat abbasside, qui sont venus assassiner Kjotve, l'un des membres de l'Ordre des Anciens.
Désobéissant aux ordres de Styrbjorn, Eivor et Sigurd s'allient au roi Harald pour éliminer Kjotve. Après leur victoire, Harald exprime sa volonté d'unifier la Norvège sous sa bannière et Styrbjorn accepte de se soumettre ; ce qui enrage Sigurd, qui était son héritier. Refusant de se soumettre, lui et Eivor partent pour l'Angleterre en 873 avec des loyalistes au clan. Bâtissant un camp nommé Ravensthorpe, Sigurd et Eivor bâtissent des alliances avec les royaumes Saxons et les clans Vikings menés par Ivar, Halfdan, Ubba Ragnarsson, Guthrum et Ceolwulf de Mercie. En parallèle, Sigurd part avec Basim en quête d'une relique, confiant le commandement du clan à Eivor, celle-ci aidant Hytham à assassiner les membres de l'Ordre des Anciens, grâce aux indices d'un dénommé « Pauvre simple soldat du Christ ». Grâce aux potions de Valka, Eivor a des visions oniriques d'Asgard de la perspective d'Odin. Elle y découvre que celui-ci a emprisonné Fenrir, récupéré un "hydromel" spécial et permis à lui et sept autres Æsir de se réincarner à travers l'arbre Yggdrasil pour survivre au Ragnarök.
Rejoignant Sigurd et Basim en Mercie dans leur recherche d'une relique Isu, Eivor les aide à libérer Fulke, une hérétique qui détient de nombreux artefacts. Quand ils trouvent la relique dans une forteresse, Eivor la reconnaît car elle l'a vue accrochée sur une porte dans ses rêves. Odin lui apparaît une nouvelle fois en songes et lui révèle qu'elle a traversé cette porte un millier de fois. C'est alors que le roi Ælfred du Wessex arrive avec son armée et laisse Fulke capturer Sigurd, révélant que celle-ci est sous ses ordres. Également l'une des membres les plus haut-placés de l'Ordre des Anciens, Fulke torture Sigurd durant des semaines, croyant que celui-ci est un Isu ou l'un de leurs descendants, et lui tranche le bras. De son côté, Eivor rassemble ses alliés afin de sauver Sigurd et tue Fulke personnellement. Mais Sigurd a changé, celui-ci commençant à être témoin de visions et demandant à Eivor de l'accompagner en Norvège.
Sur place en 877, ils trouvent un temple Isu avec une machine en forme d'arbre. Sigurd et Eivor se connectent à cette machine et sont transportés au Valhalla, où ils vivent des batailles éternelles jusqu'à ce qu'Eivor se rende compte qu'il ne s'agit que d'une simulation. Devenue désintéressée par la poursuite de la gloire, Eivor persuade Sigurd de retourner dans le monde réel et elle parvient à s'échapper de la simulation après avoir résisté à la personnalité d'Odin dans son esprit. À son réveil, Eivor est confronté par Basim qui révèle être la réincarnation de Loki, Eivor et Sigurd étant celles d'Odin et de Týr, respectivement. Étant dominé par la personnalité de Loki, Basim attaque Eivor pour venger son fils mais il est finalement vaincu et piégé dans la simulation. Sigurd confie son poste de chef du clan à Eivor, qui retourne en Angleterre. Elle et ses alliés se joignent à l'assaut de Guthrum sur le Wessex, battant les forces d'Ælfred lors de la bataille de Chippenham. Après avoir assassiné tous les membres de l'Ordre des Anciens en Angleterre, Eivor rencontre leur chef, qui n'est autre qu'Ælfred. Celui-ci révèle à Eivor qu'il est le « Pauvre simple soldat du Christ » et qu'il a permis à Hytham et elle de détruire l'Ordre afin de le remplacer par un ordre universel inspiré par Dieu. Eivor épargne donc Ælfred, qui a renoncé au trône pour une vie de simple paysan anonyme, et rentre à Ravensthorpe où elle est accueillie dans les acclamations.

#### La quête de Layla
En 2020, l'intensité du champ magnétique terrestre augmente de manière inexpliquée, ce qui affecte malencontreusement la planète. Layla Hassan, accompagnée de Shaun Hastings et Rebecca Crane, se rend en Nouvelle-Angleterre pour exhumer le corps d'Eivor Varinsdottir et, sous l'influence du bâton d'Hermès et d'une voix mystérieuse, elle entre dans l'Animus pour y explorer la mémoire de la guerrière viking à partir de son ADN. Elle y découvre notamment l'emplacement du temple Isu en Norvège et s'y rend avec le bâton. En effet, la perturbation du champ magnétique terrestre est due à l'activation des tours Isu par Desmond en 2012 et Layla doit entrer dans la simulation du temple pour stabiliser le champ magnétique.
Dans la simulation, Layla rencontre Basim, l'origine de la voix mystérieuse qui a mené les Assassins à Eivor. Il lui révèle comment stabiliser le champ magnétique ; mais en activant le mécanisme, Layla libère Basim et se retrouve piégée dans la simulation. Elle rencontre ensuite un être énigmatique, dénommé « Le Lecteur » ; Layla va l'aider à empêcher les catastrophes futures, laissant son corps physique mourir dans le monde réel. De son côté, Basim s'échappe du temple en compagnie du bâton d'Hermès, qui possède la conscience d'Alétheia, et rencontre Shaun et Rebecca. Après que ceux-ci sont partis chercher William Miles, Basim entre dans l'Animus afin de retrouver le fils disparu de Loki.

### Contenu additionnel

#### La Colère des druides
En 879, Eivor reçoit une lettre de son cousin Bárid mac Ímair, devenu roi de Dublin, qui souhaite s'allier au roi Flann Sinna, sur le point d'être sacré Haut-roi d'Irlande. Peu après son arrivée en Irlande, Eivor déjoue une tentative d'assassinant de Flann par les Enfants de Danu, une secte druidique qui veut empêcher la christianisation du pays. Avec l'aide de Ciara, poétesse au service de Flann autrefois associée aux rebelles, Eivor va les traquer tout en participant aux combats visant à prendre le contrôle de l'Ulster, dernière région non soumise à Flann, afin d'assurer une bonne place à Barid dans le premier cercle du Haut-roi, et la prospérité de Dublin qui s'étend par le commerce extérieur.
Eivor finit par démasquer le chef des Enfants de Danu : Eogan mac Cartaigh, l'abbé d'Armagh, mais faux chrétien qui utilisait la secte pour chasser les Nordiques et les chrétiens des terres irlandaises. En défendant les places fortes conquises par Flann, Barid est tué et Eivor s'assure que le fils de Barid, Sichfrith, prenne le trône de Dublin sous la tutelle de Flann. Mais en apprenant la duplicité d'Eogan, les autres rois d'Irlande exigent qu'une inquisition contre les druides soit lancée et Flann accepte, à contrecœur. Ciara menace alors d'activer les pierres de Lia Fáil et d'éradiquer quiconque voudra abattre sa culture. Le joueur peut alors choisir de tuer ou non Ciara, mais dans les deux cas, Lia Fáil est détruite. Eivor quitte l'Irlande peu après, laissant Sichfrith et Flann construire une Irlande en paix et réaliser le rêve de Bárid, une Dublin prospère.

#### Le Siège de Paris
En 885, Eivor reçoit la visite de Toka Sinricsdottir, une guerrière Viking arrivant de Francie qui planifie un raid sur Paris. L'empereur franc Charles le Gros a ravagé le pays par une guerre qui menace de s'étendre en Angleterre et elle demande l'aide d'Eivor pour l'arrêter. La guerrière accepte et suit Toka à Melun pour rencontrer Sigfred, le jarl et oncle de Toka, qui veut venger son frère Sinric. Eivor veut avant tout protéger Ravensthorpe et tenter une approche diplomatique auprès de Charles avant un conflit armé.
Elle découvre qu'une secte religieuse, les Bellatores Dei, agit dans l'ombre pour nourrir le conflit. Eivor atteint Paris et trouve Charles, qui ne semble intéressé que par sa femme Richardis, disparue depuis peu. Eivor la retrouve à Évreux, où les Bellatores Dei voulaient l'exorciser et elles se réfugient à Lisieux, où Richardis explique qu'elle veut avant tout protéger Bernard, le fils illégitime de Charles et son seul héritier mâle, de l'influence de son père. Eivor est par la suite trahie par Charles, qui ne veut que Bernard, et tente une dernière négociation avec le comte Eudes (de l'argent et des terres contre un cessez-le-feu) qui échoue. Eivor rejoint le sud de Paris pour le siège de la ville, devenu inévitable.
Pendant l'assaut, Eivor traque les derniers Bellatores Dei mais voit aussi que Sigfred est consumé par une soif de sang. La ville est sur le point de tomber quand Charles le Gros arrive avec des forces armées et de l'argent. Sigfred accepte la trêve et devient le protecteur de la Normandie. Eivor voit enfin une chance d'arrêter le massacre et d'épargner l'Angleterre. Mais quelque temps après, Richardis et Bernard disparaissent. Le comte Eudes envoie Eivor à Amiens, où Charles, devenu fou, veut soumettre Richardis au bûcher pour adultère et sorcellerie. L'arrivée d'Eivor et le début de la pluie sauvent Richardis, et le sort de Charles dépend du joueur. Dans tous les cas, Eudes prend la suite de Charles.
Eivor quitte la Francie en voyant que les yeux des Francs ne sont plus tournés vers l'Angleterre et que Toka, devenue jarlskona après que Sigfred a choisi de se retirer, se dirige vers la paix.

#### Une rencontre écrite
En l'an 887, Eivor se rend sur l'île de Skye après avoir été informée par Edyt, une amie de Valka, que les habitants locaux souffrent d'intenses cauchemars. Se rendant à la source de ces cauchemars, elle rencontre Kassandra et les deux s'affrontent dans un duel équilibré avant de discuter. Kassandra est venue chercher l'artefact à l'origine des cauchemars qui affectent les esprits des habitants locaux, rendant certains d'entre eux fous et violents. Eivor et elle acceptent de faire équipe afin de trouver l'artefact et de stopper les cauchemars. Mais la nature secrète de Kassandra pousse Eivor à se méfier et lorsqu'elle apprend que l'arrivée de la guerrière grecque a activé l'artefact, la viking prend ses distances. Après avoir trouvé l'artefact, une Pomme d'Éden, Eivor est attaquée par des guerriers avant d'être sauvée par Kassandra qui l'aide ensuite à désactiver le pouvoir de la Pomme, sauvant l'île par la même occasion. Décidant de fêter sa victoire, Eivor invite Kassandra à un mariage où celle-ci lui apprend qu'elle voyage seule depuis longtemps et qu'elle a du mal à se sociabiliser. Après la fête, Kassandra arrive de nouveau à s'ouvrir aux autres et dit adieu à Eivor, avant de repartir en voyage à travers le monde.

#### L'Aube du Ragnarök
Eivor explore plusieurs souvenirs d'Odin dans ses rêves. Dans ceux-ci, Odin se rend avec Frigg à Svartalfheim après que leur fils Baldr a été kidnappé par Surtr, un seigneur de guerre Muspel qui a également envahi le royaume des Nains avec son armée. Odin le défie mais est vaincu par celui-ci, contraint de voir Sinmara (en) tuer Frigg sous ses yeux. Laissé pour mort, Odin est sauvé par les nains et, cherchant un moyen de vaincre Surtr, il sauve Ivaldi et tue Glod, le fils de Surtr, au combat. Odin se bat ensuite contre Eysa, la fille de Surtr, espérant l'utiliser pour l'échanger contre Baldr. Bien que celle-ci s'échappe, Odin apprend l'existence du Salakar que Surtr convoite et finit par l'obtenir avant le roi des Muspels, gagnant même l'allégeance d'Eysa.
Sinmara accepte donc d'échanger Baldr contre le Salakar mais celle-ci le dupe car un jötunn a pris l'apparence de son fils. Poursuivant Sinmara, Odin trouve finalement le vrai Baldr déjà mort, empoisonné par du gui. Sinmara tue Eysa pour sa trahison avant qu'Odin ne la massacre avec ses hommes dans son chagrin. Il se débarrasse ensuite de Surtr, vengeant finalement la mort de Baldr et débarrassant Svartalfheim de la présence des Muspels. Odin retourne ensuite auprès d'Ivaldi pour l'informer de sa victoire mais est accueillie par Hyrrokkin, qui le prévient que la mort de Surtr a déclenché le début du Ragnarök. Odin lui confie le Salakar et se prépare à survivre à l'apocalypse, même si ce n'est pas dans son corps actuel.

#### Le dernier chapitre
Après avoir résisté à l'influence d'Odin pendant des années, Eivor réalise qu'elle ne peut pas contenir son esprit pour toujours et prend la décision de partir loin des siens pour mieux comprendre sa connexion avec Odin. Elle dit adieu à ses amis et alliés en Angleterre et en Norvège, refusant également l'offre d'Hytham de rejoindre Ceux qu'on ne voit pas et celle d'Ælfred de rejoindre les Templiers. Se rendant au Vinland, elle passe les dernières années de sa vie avec Odin, qui lui raconte les détails de la Grande Catastrophe qui a éradiqué la majorité des Isu, et comment lui et ses acolytes se sont réincarnés à travers les âges. Tous ces souvenirs sont observés par Basim, dans le présent, qui réalise que la connexion qui lie Eivor à Odin est différente de celle qu'il possède avec Loki. Après avoir complété les souvenirs d'Eivor, Basim rencontre William Miles dans l'Animus, qui lui demande son matériel génétique afin de pouvoir travailler ensemble. Retournant dans le monde réel, Basim donne de son sang à l'Animus, permettant aux Assassins d'explorer ses souvenirs.

## Système de jeu
Les joueurs ont le choix de jouer en tant qu'homme ou femme et peuvent en outre sélectionner leurs cheveux, peinture de guerre, vêtements et armures. Thierry Noël, un conseiller créatif du jeu, a déclaré que bien qu'il y ait encore un débat historique sur le degré de participation des femmes en tant que guerrières au sein des Vikings, Ubisoft a décidé de les intégrer pleinement à l'histoire car les femmes figuraient en bonne place dans la mythologie nordique et la société à cette ère. Les mécaniques de combat ont été modifiées pour permettre l'utilisation simultanée de deux armes. Dans cet épisode, l'animal accompagnant le héros et pouvant marquer les cibles n'est pas un aigle mais un corbeau. Le jeu repose moins sur un système de mise à niveau traditionnel et se concentre plutôt sur la sélection des compétences à travers des arbres de compétences. Les ennemis sont évalués en fonction de la collection de compétences. Les arbres de compétences sont similaires à ceux trouvés dans The Witcher 3: Wild Hunt, Fallout 4 et The Elder Scrolls V: Skyrim. On y retrouve aussi un système d'aptitudes, qui peuvent être trouvées en explorant la carte du jeu. Celles-ci sont utilisées de la même manière que les compétences des précédents opus. Les choix des joueurs via les options de conversation ou de gameplay ont un impact sur les personnages et leurs alliances politiques avec d'autres personnages non-joueurs.
Une des caractéristiques centrales du jeu est la colonie que le joueur, en tant qu'Eivor, aide à construire et à diriger pendant le jeu. Selon Ashraf Ismail, « une grande partie de ce que vous faites dans le jeu [...] va alimenter la colonie afin qu'elle puisse grandir et prospérer. » Le joueur peut diriger la construction de certains types de bâtiments qui pourront alors offrir des avantages au héros. Pour construire ces structures, le joueur doit participer à des raids pour collecter des ressources. La partie navale revient de façon beaucoup moins importante. Les drakkars servent, principalement, à se déplacer rapidement et quitter les lieux après une bataille,.
Valhalla est un jeu solo mais il inclut des composants en ligne, dans le but d'encourager les joueurs à partager leurs progrès et leur créativité. Effectivement, il est possible de créer des jomsvikings, un type de personnage non-joueur qui agit comme membre de l'équipage d'Eivor. Il est ensuite possible de partager cette création avec la communauté en ligne.

## Développement
Assassin's Creed Valhalla est en développement dès la sortie de Assassin's Creed Origins fin 2017. Le développement principal est dirigé par le studio Ubisoft Montréal, et plus particulièrement par l'équipe derrière Origins, et est soutenu par quatorze autres studios Ubisoft dans le monde. Ashraf Ismail, ayant auparavant dirigé des travaux sur Origins et Assassin's Creed IV Black Flag, en est le directeur créatif, tandis que le directeur narratif du jeu est Darby McDevitt, qui était l'auteur principal d'Assassin's Creed Revelations et Black Flag et le co-auteur de Unity.
McDevitt reconnaît qu'il y aura des similitudes avec les jeux God of War, mais il pense néanmoins que ces jeux « sont très fortement orientés vers la mythologie », tandis qu'avec Valhalla, l'équipe de développement se base beaucoup plus sur des faits historiques. Parallèlement à ces faits historiques, des éléments de la mythologie nordique apparaîtront dans l'histoire, de façon plus subtile et moins ouverte que dans les deux opus précédents.
Si Valhalla est prévu sur Microsoft Windows, PlayStation 4, Xbox One et sur Google Stadia, il s'agit du premier jeu Assassin's Creed à sortir sur la nouvelle génération de consoles, la PlayStation 5 et la Xbox Series. Selon Ashraf Ismail, Valhalla est le « jeu phare » d'Ubisoft pour le lancement de cette nouvelle génération et a été développé pour tirer parti des temps de chargement beaucoup plus rapides des deux nouvelles consoles. Enfin le jeu prendra en charge le programme « Smart Delivery » de Microsoft, permettant au joueur d'acheter une seule copie du jeu qui fonctionnera à la fois sur Xbox One et Xbox Series.
Avant d'être officiellement dévoilé en avril 2020, le jeu a fait face à quelques fuites, et plusieurs noms avaient été évoqués comme Assassin's Creed Kingdom, ou Assassin's Creed Ragnarök. Ubisoft avait prétendument teasé l'univers du jeu à travers un easter egg présent dans Tom Clancy's The Division 2, ce qui a rapidement été démenti par les studios[réf. souhaitée].
L'échec critique et commercial de Tom Clancy's Ghost Recon Breakpoint en 2019 incite Ubisoft à réévaluer le développement de ses prochains titres, dont Assassin's Creed Valhalla,.
La pandémie de Covid-19 entraîne l'annulation de l'Electronic Entertainment Expo 2020 qui est, traditionnellement, un événement majeur pour annoncer les prochaines sorties de jeux vidéo. En réponse à cela, Ubisoft est passée par une plate-forme en ligne pour dévoiler ses prochains titres. Le 29 avril 2020, Ubisoft a dévoilé le thème et le titre de ce nouvel épisode, avec la diffusion pendant huit heures de la création d'un artwork de BossLogic. Le 30 avril 2020, la bande-annonce officielle du jeu a été dévoilée.
Le jeu est sorti le 10 novembre 2020 sur Microsoft Windows, PlayStation 4 et Xbox One et Xbox Series, puis sur PlayStation 5 lors de sa sortie[réf. souhaitée].

### Contenus téléchargeables et mises à jour
Avec la sortie, Ubisoft a annoncé la gratuité de certains contenus supplémentaires, régulièrement mis à disposition entre fin 2020 et début 2023. Trois grosses extensions (DLC) sont également annoncés : La colère des druides (sorti en mai 2021), Le Siège de Paris (sorti en août 2021) et L'Aube du Ragnarök (sorti en mars 2022).
En décembre 2021, l'éditeur propose un nouveau contenu gratuit, intitulé Récits entrecroisés d'Assassin's Creed, et accessible à tous les possesseurs d' AC Valhalla mais aussi d' Assassin's Creed Odyssey. Ces récits permettent de « croiser » les deux jeux en mêlant l'histoire de leur personnage principal respectif au cours de quelques nouvelles quêtes.

## Accueil
Assassin's Creed Valhalla reçoit un accueil critique « généralement favorable », recevant sur l'agrégateur Metacritic entre 81/100 et 85/100 selon les plates-formes.

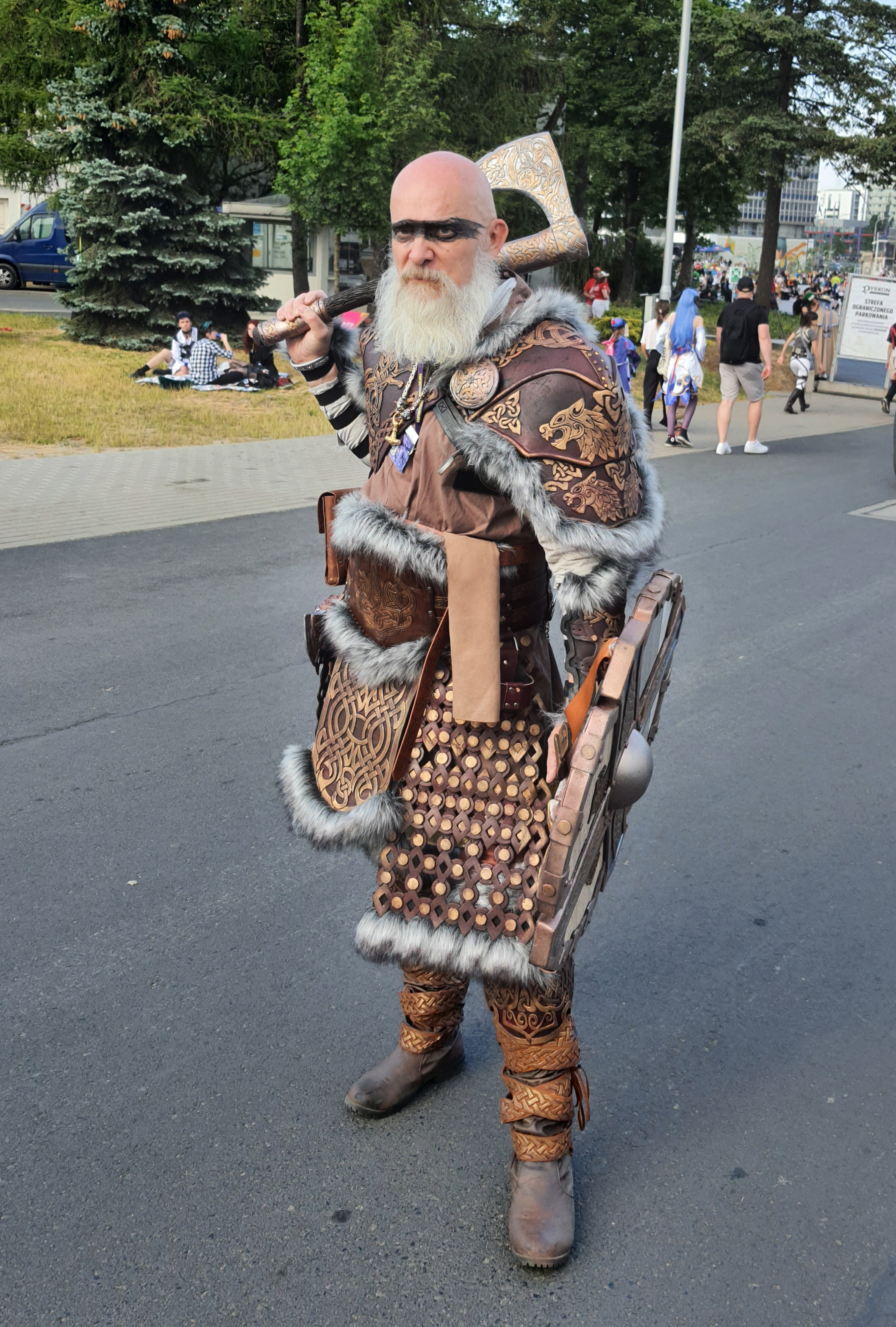
Cosplay d'Eivor Varinsdottir, créé par un fan de la franchise.

En plus d'être un succès critique, le jeu est également un succès commercial. En effet, cet épisode est celui de la série Assassin's Creed qui s'est le plus vendu pendant sa première semaine de commercialisation, détrônant ainsi Assassin's Creed III et ses 3,5 millions d'exemplaires vendus en une semaine.

### Lauréats et nominations
- The Game Awards 2020[38]:
  - Meilleur innovation en termes d'accessibilité (nomination)
  - Meilleur jeu d'action/aventure (nomination)
- GLAAD Media Awards 2021[39]:
  - Meilleur jeux vidéo (nomination)
- Grammy Awards 2023[40],[41]:
  - Meilleure bande sonore pour jeux vidéo et autres médias interactifs (lauréat)